# Думино (Дмитровський міський округ)
Ду́мино (рос. Думино) — присілок у складі Дмитровського міського округу Московської області, Росія.

## Населення
Населення — 4 особи (2010; 0 у 2002).